# Революційна дорога
«Дорога революції» (англ. Revolutionary Road) — дебютний роман американського письменника Річарда Єйтса. Він був фіналістом Національної книжкової премії в 1962 році разом із «Пастка-22» і «Кіноглядач». Коли вона була опублікована Atlantic-Little, Brown у 1961 році, вона отримала схвалення критиків, і газета Нью-Йорк таймс рецензувала її як «чудово створену… чудову та глибоко тривожну книгу». У 2005 році роман був обраний TIME як один із 100 найкращих англомовних романів з 1923 року до сьогодні.
У романі критично описується життя передмістя 1950-х років на східному узбережжі США. Коли ДеВітт Генрі та Джеффрі Кларк брали інтерв'ю у Єйтса для зимового випуску літературного журналу Plowshares за 1972 рік, Єйтс детально описав підтекст назви:
Думаю, я мав на увазі це більше як звинувачення американського життя в 1950-х роках. Тому що впродовж п'ятдесятих років по всій країні, а не лише в передмісті, панувала загальна жага до конформізму, свого роду сліпе, відчайдушне чіпляння за безпеку і захищеність за будь-яку ціну.
Екранізація книги вийшла в прокат 2008 року. У головних ролях: Леонардо Ді Капріо, Кейт Вінслет і Кеті Бейтс. Режисер Сем Мендес, сценарій Джастіна Гейта.

## Короткий зміст сюжету
Дія роману відбувається у 1955 році і зосереджується на сподіваннях та прагненнях Френка та Ейпріл Вілер, самовпевнених мешканців передмістя Коннектикуту, які вважають себе зовсім не такими, як їхні сусіди з маєтку «Революційний пагорб». У першій сцені Ейпріл грає головну роль у ганебно поганій аматорській драматичній постановці «Скам'янілий ліс». Після вистави Френк і Ейпріл сваряться на узбіччі шосе, а згодом Френк починає роман зі своєю колегою по офісу Морін Грубе.
Прагнучи вирватися з рутини їхнього передмістя (і, відповідно, звинувачуючи себе в усіх «проблемах» Френка), Ейпріл переконує Френка переїхати до Парижа, де вона працюватиме і підтримуватиме його, поки він реалізовуватиме свої невиразні амбіції стати кимось іншим, а не офісним працівником. Обіцянка Франції знову зближує їх у коханні та хвилюванні, і Френк, здавалося б, закінчує свої стосунки з Морін. У той час як Ейпріл бачить в еміграції можливість вирватися з їхнього млявого оточення, плани Френка більше зумовлені марнославством його власного інтелекту, якому Ейпріл потурає. Коли нудна і занудна сусідка місіс Ґівінґс починає приводити свого «божевільного» сина Джона на регулярні обіди до будинку Вілерів, чесний і непередбачуваний осуд Джона щодо заміського способу життя його матері зачіпає Вілерів, особливо Френка.
Їхні плани покинути Сполучені Штати починають руйнуватися, коли Ейпріл вагітніє третьою дитиною, а Френк починає ототожнювати себе зі своєю рутинною роботою, коли з'являється перспектива підвищення по службі. Після суперечок про можливість переривання вагітності Френк намагається маніпулювати Ейпріл, щоб вона звернулася за психіатричною допомогою у зв'язку з її важким дитинством. Ейпріл, пригнічена ситуацією, переживає щось на кшталт кризи ідентичності і займається сексом зі своїм сусідом Шепом Кемпбеллом, тоді як Френк відновлює стосунки з Морін. Після спроби перервати вагітність Ейпріл потрапляє до лікарні, де помирає від втрати крові. Френк, вражений цим випробуванням і відчуваючи глибоку провину за те, що сталося, залишається порожньою оболонкою чоловіка. Батьківські обов'язки значною мірою перекладаються на його брата і невістку, а Френк приїжджає до них на вихідні. Таким чином, юність дітей Вілерів починає віддзеркалювати юність їхньої матері, яку виховували переважно численні родичі, а батьки навідувалися нечасто.

## Теми
У номері Boston Review за жовтень 1999 року Єйтс процитував свою центральну тему: «Якщо в моїй роботі є тема, я підозрюю, що вона проста: більшість людей неминуче самотні, і в цьому полягає їхня трагедія». Попри всі їхні особисті надії та мрії, Френк і Ейпріл не можуть повідомити їх одне одному; цей синдром також спостерігається в інших персонажів, Шепа та Міллі Кемпбелл та містера та місіс Гіґінгс. Розчарування Вілерів і бажання чогось кращого представляють пошарпані залишки американської мрії.

## Літературне значення
Стюарт О'Нан досліджував нехтування Єйтсом у «Загубленому світі Річарда Єйтса: як великий письменник епохи тривоги зник із друку».
Видатні автори, такі як Вільям Стайрон, Курт Воннеґут і Теннессі Вільямс, писали анотації, які з'являлися на суперобкладинці.

## Екранізація
Сценарист Джастін Гейт екранізував роман. Режисером фільму виступив Сем Мендес, головні ролі в картині зіграли Кейт Вінслет і Леонардо Ді Капріо, а також зіграли Кеті Бейтс і Майкл Шеннон. Фільм був відкритий 26 грудня 2008 року, отримавши загалом схвальні відгуки та зібрав 76 мільйонів доларів у прокаті.